# 小行星10129
小行星10129（10129 Fole）是一颗绕太阳运转的小行星，为主小行星带小行星。该小行星于1993年3月发现。

## 轨道参数
小行星10129的轨道半长轴为2.1656417 UA，离心率为0.081。